# 2014 في الإكوادور
فيما يلي قوائم الأحداث التي وقعت خلال عام 2014 في الإكوادور.

## سياسة

### تعيين في المنصب
- 26 سبتمبر – فرناندو كورديرو كويفا Minister of National Defence ‏.

### انتهاء فترة المنصب
- 23 سبتمبر – ماريا فرناندا اسبينوزا Minister of National Defence ‏.

## رياضة
- 1 يناير – الإكوادور في كأس العالم 2014
- 1 يناير – الدوري الإكوادوري لكرة القدم 2014 الفائز نادي إيميلك.

## وفيات

### ديسمبر
- 27 ديسمبر – أوليسس إستريلا (مواليد 1939) شاعر إكوادوري.[1]